# Армен Саркисијан
Армен Вардани Саркисијан (јерм. Արմեն Վարդանի Սարգսյան; Јереван, 23. јун 1952) јесте јерменски научник, информатичар и политичар и бивши председник Јерменије, од 9. априла 2018. до 1. фебруара 2022. године. У периоду од 4. новембра 1996. до 20. марта 1997. године, служио је као премијер Јерменије, а пре тога био је дугогодишњи амбасадор Јерменије у Уједињеном Краљевству, од 1998. до 8. априла 2018. године. 
Био је један од креатора оригиналне игре Тетрис.

## Каријера
Саркисијан је дипломирао на Државном Универзитету Јереван у одсеку за теоријску физику и математику. Члан је Националане академије наука Јерменије и Националног савета за конкурентност Јерменије.
У периоду од 1976. до 1984. године, радио је као професор физике на Државном Универзитету Јереван, а након тога био шеф Одсека за рачунарско моделовање комплексних система. Након тога постао је истраживач и на крају професор на Универзитету у Кембриџу.

### Политичка каријера
У октобру 1991. године, Саркисијан је основао амбасаду Јерменије у Лондону, прво јерменско дипломатско представништво у Западном свету. Поред своје дипломатске мисије у Уједињеном Краљевству, Саркисијан је постао виши амбасадор Јерменије у Европској унији, Белгији, Холандији, Луксембургу и Ватикану. У периоду од 1995—1996. године био је шеф мисије Јерменије у Европској унији.
Након што је од 1996. до 1997. године био премијер Јерменије, именован је за специјалног саветника председника Европске банке за обнову и развој, а у периоду од 1998. до 2000. године био је и њен гувернер.
Поново је именован за амбасадора Јерменије у Уједињеном Краљевству 1998. године и служио је све док није изабран за председника 9. априла 2018. године.
Армен Саркисијан је такође један од директора добротворне организације Еуразија и потпредседник Источно—западног института.
Током своје каријере био је на великом броју функција у бројним међународним организацијама. Био је Члан саветодавног одбора декана на Универзитету Харвард и у Универзитету у Чикагу. Члан је управног одбора у Међународном одборз за истраживања и размене, Међународној економској алијанси и Фондацији за глобално лидерство. Саркисијан је почасни виши научни сарадник у Школи математичких наука на Универзитету Марија од Тека у Лондону.
Члан је Фондације за лидерство, организације која ради као подршка демократском руководству и промовише добро политичко управљање.
Од 2013. године ради у управном одбору Међународне школе у Дилиџану у Јерменији. У јануару 2018. године добио је понуду претходног јерменског председника Сержа Саргсјана, да буде кандидат републиканске стране на првим председничким изборима у Јерменији од уставних реформи 2015. године.
У периоду од 4. новембра 1996. до 20. марта 1997. године, служио је као премијер Јерменије, да би након тога на ту функцију дошао Роберт Кочарјан.

## Председник Јерменије

### Избори
Бивши председник Јерменије Серж Саргсјан, предложио је 19. јануара 2018. године Армена Саркисијана као кандидата на изборима за председника, који је подржан и од његове странке, Републиканске партије Јерменије. Саргсјан је такође имао подршку Јерменске револуционарне федерације, као и подршку Парламентарног блока Царукијан.
Изабран је за председника већином гласова Народне скупштине Јерменије, 2. марта 2018. године, а добио је 90 гласова подршке од укупно 105 посланика. Саркисијан је био једини кандидат на изборима.

### Инагурација
Инаугурација поводом доласка Армена Саркисијана на место председника Јерменије одржана је 9. априла 2018. године у спортско—концертном комплесу Карен Демирчијан у Јеревану. Након церемоније посетио је Јераблур, војно гробље и положио венац на споменик страдалим у одбрани државе, заједно са министром одбране Јерменије Вигеном Саргсјаном.

### Председништво
На дан инаугурације влада коју је водио Карен Карапетијан поднела је оставку, а странке у Народној скупштини имале су недељу дана да износе своје предлоге за избор премијера. Бившег председника Јерменије Сержа Саргсјана једногласно су номиновали чланови владајућих партија у Народној скупштини Јерменије, 16. априла, да би он постао премијер 17. априла 2018. године. Међутим, након избора Саргсјана за премијера уследили су велики протести и он се повукао са функције шест дана након што је преузео дужност. Након тога Карен Карапетијан је именован као вршилац дужности премијера Јерменије.

## Награде и признања
- Одликовање за служење отаџбини првог степена (15. септембар 2017)[21]
- Орден Светог Григорија Великог (1997), додељен од стране Папе Јована Павла II
- Медаља Светог Григорија (2008), додељена од стране Карекина II, јерменског патријарха